# پژمان اکبرزاده
پژمان اکبرزاده (زادهٔ ۱۳۵۹) نوازندهٔ پیانو، پژوهشگر موسیقی، مستندساز و روزنامه‌نگار ایرانی است.

## آموزش موسیقی
از ۹ سالگی نزد غلام لقمانی با مقدمات موسیقی آشنا شد و سپس با بهرام نصرالهی نوازندگی پیانو را ادامه داد. وی در تهران به‌طور جدی تحت آموزش فرمان بهبود، استاد پیشین هنرستان عالی موسیقی قرار گرفت.

## پروژه موسیقی‌دانان ایرانی
از ۱۵ سالگی تحقیق دربارهٔ فعالیت‌های هنرمندان معاصر موسیقی ایران را آغاز کرد و سه سال بعد نخستین بخش از تحقیقات خود دربارهٔ رهبران ارکستر و آهنگسازان ایرانی را به صورت کتاب منتشر کرد. این کتاب در فصلنامه موسیقی‌شناسی ایران (چاپ مریلند) «مایه سرفرازی جامعه موسیقی‌شناسی ایران» قلمداد شد و در دانشنامه ایرانیکا به عنوان منبع مورد کاربرد قرار گرفت. بخش‌های بعدی این مجموعه چهار جلدی به نوازندگان سازهای ایرانی، موسیقی شناسان، منتقدان موسیقی، پژوهشگران موسیقی، متخصصان آموزش موسیقی و در نهایت، نوازندگان ایرانی سازهای غربی اختصاص دارند.

## مطالعات خلیج فارس و فعالیت‌های رسانه‌ای
پژمان اکبرزاده از سال ۱۳۸۱ تا ۱۳۸۵ هماهنگ‌کننده سازمان برخط خلیج فارس در تهران بود. گروهی متشکل از ایرانیان در کشورهای گوناگون که هدف اصلی شان پاسداری از نام خلیج فارس در نشریات بین‌المللی است. وی در دو همایش پژوهش‌های خلیج فارس در تالار حافظ شیراز و خانه هنرمندان ایران در تهران سخنرانی کرد و در مصاحبه‌هایی با رادیو فردا و وبگاه واشینگتن پرزیم شرکت جست. همزمان با بخش هنری و اجتماعی برخی نشریات اصلاح طلب در تهران مانند یاس نو و شرق همکاری داشت. وی با شماری از نشریات ایرانی در آمریکا مانند «میراث ایران» و «پیوند نیوز» و از سال ۲۰۰۶ با بخش فارسی بی.بی. سی همکاری کرد.

## اقامت در هلند و فعالیت‌های اجرایی

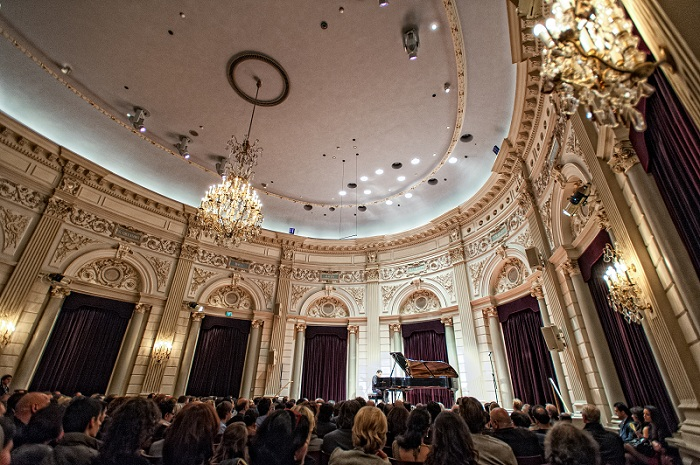
رسیتال موسیقی ایرانی برای پیانو، کنسرت‌خباو آمستردام، ۲۰۱۲

وی در سال ۱۳۸۵ راهی هلند شد و فعالیت‌هایش را به مدت هشت سال به عنوان تهیه‌کننده ارشد در رادیو زمانه پی گرفت و در اسفند ۱۳۸۶ برای نخستین بار در آمستردام یک رسیتال برای اجرای موسیقی ایرانی با پیانو ترتیب داد. او تلاش برای شناساندن موسیقی ایرانی به روایت پیانو را در برنامه‌های دیگری از جمله در کنسرت‌خباو آمستردام و دانشگاه کلن ادامه داد.
او از سال ۲۰۱۷ به ساخت فیلم های مستند و برنامه های تلویزیونی درباره آثار تاریخی ایران در بیرون از مرزهای کنونی ایران مانند طاق کسری و دژ دربند روی آورد.
پژمان اکبرزاده در سال ۲۰۱۸ ضبط‌های گروه همسرایان فرح از ترانه‌های محلی ایران (به رهبری اولین باغچه‌بان) که به دلیل وقوع انقلاب اسلامی انتشار آنها در تهران غیرممکن شده بود را در اروپا منتشر کرد.
در سال 2022 مجموعه ای از صد سال آثار آهنگسازان ایرانی برای ویلنسل به کوشش او در اروپا منتشر شد.

## واکنش رسانه‌های محافظه کار در ایران

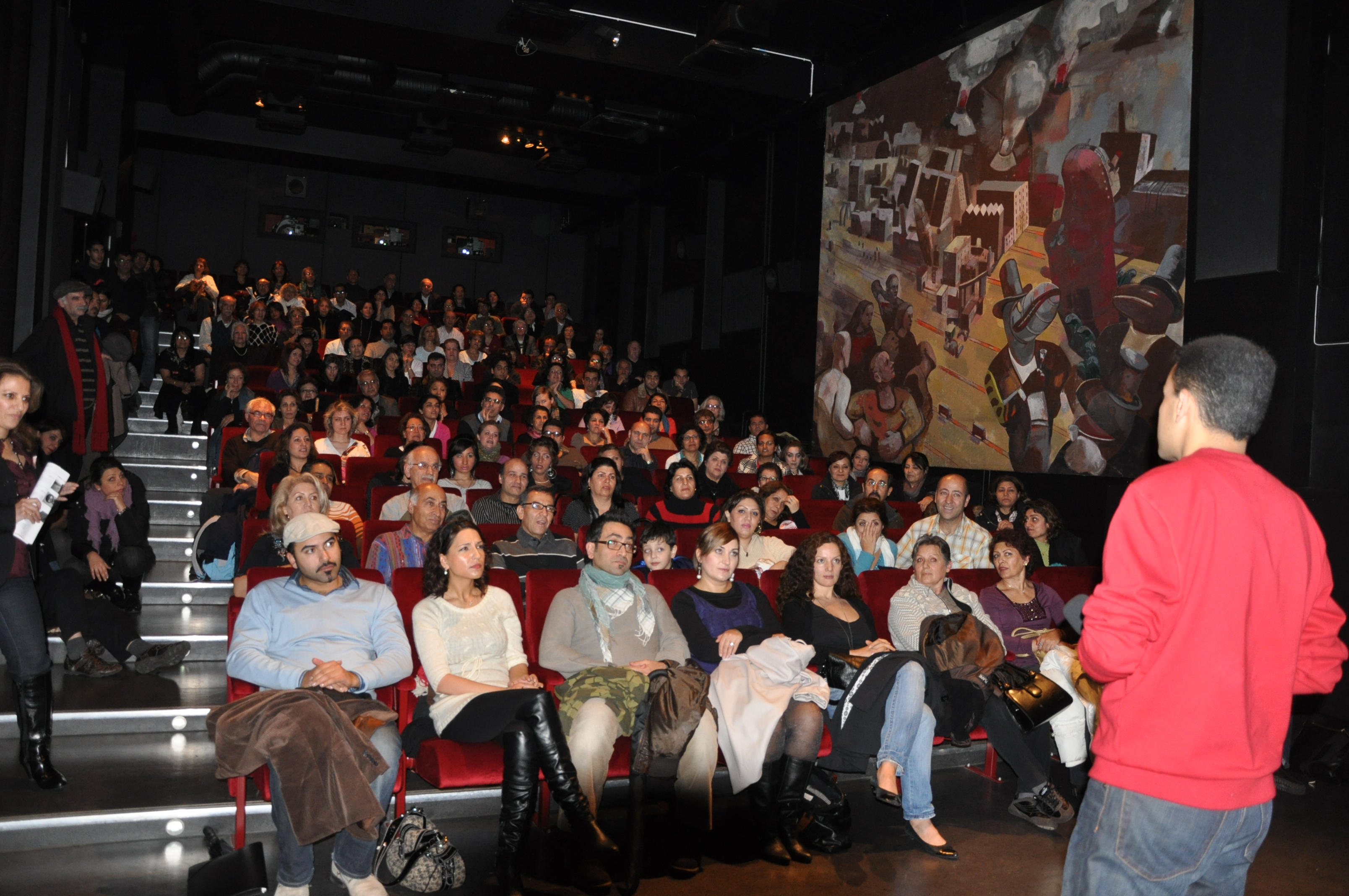
نمایش مستند سخن از هایده با حضور کارگردان در جشنواره سینمای تبعید، گوتنبرگ، سوئد، ۲۰۱۰

هفته نامه «یالثارات» (چاپ تهران) در سال ۲۰۰۷ در مقاله‌ای مفصل دربارهٔ رادیو زمانه، پژمان اکبرزاده و شماری از دیگر روزنامه نگاران ایرانی در خارج از کشور را «روزنامه نگاران فراری» نامید که باید به عنوان مخالفان حکومت ایران تلقی شوند. خبرگزاری فارس نیز در ایران به فعالیت‌های پژمان اکبرزاده به ویژه کنسرت به افتخار احمد باطبی و ساخت مستند هایده در سال ۲۰۰۸ معترض شد و آن‌ها را دوستی با «دانشجوی فراری» و فیلم دربارهٔ «خواننده معلوم‌الحال طاغوتی» خواند.نشریه هلندی «السفیر» از فیلم «سخن از هایده» به عنوان مستندی نام برد که «باید دید».تلویزیون فارسی بی‌بی‌سی نسخه کوتاه شده این فیلم را نمایش داد.

## فیلم مستند «طاق کسری: شگفتی معماری»

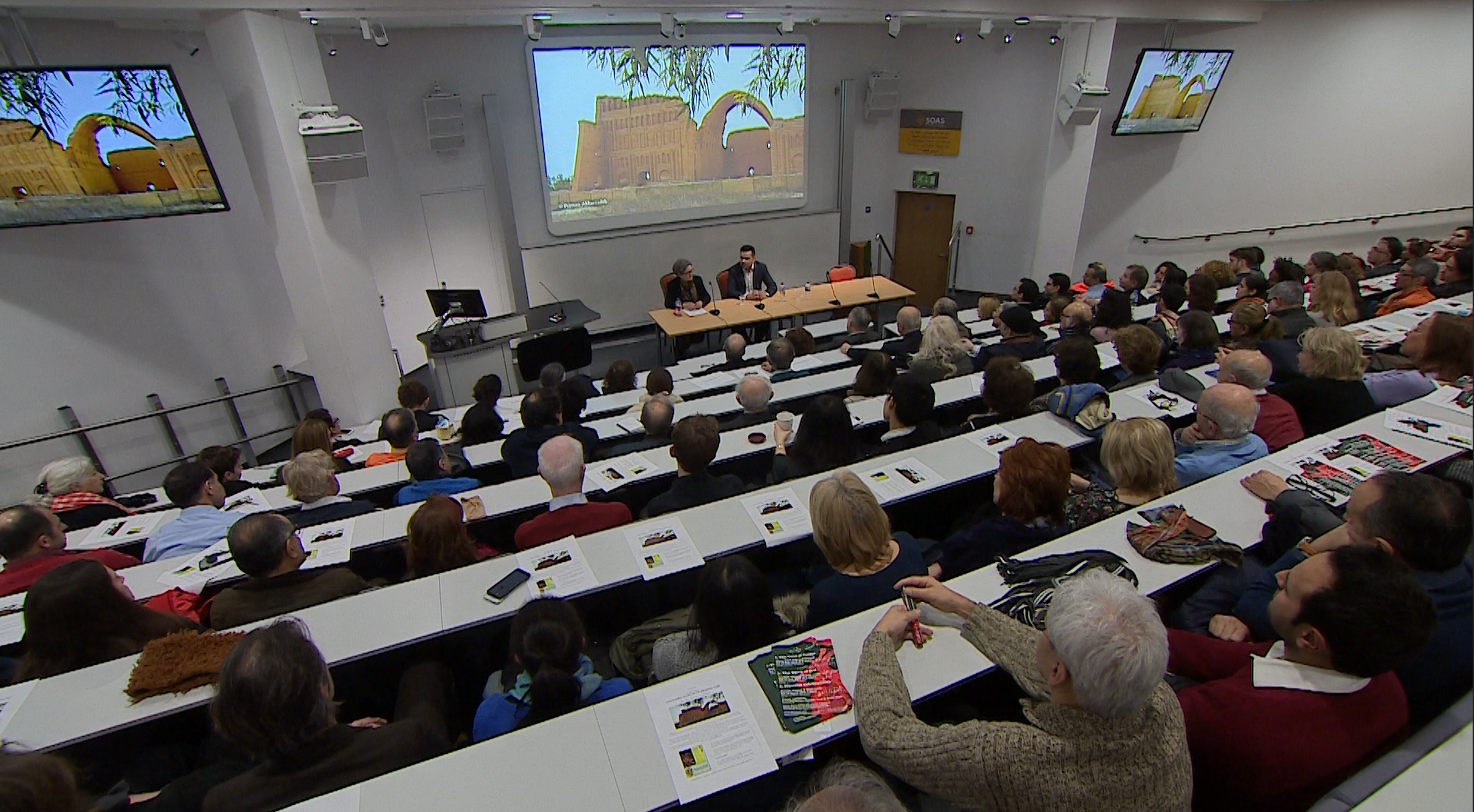
نخستین نمایش مستند طاق کسری: شگفتی معماری، دانشگاه لندن، ۲۰۱۸

در فوریه ۲۰۱۸ برای نخستین بار فیلم مستند نیم ساعته «طاق کسری: شگفتی معماری» در دانشگاه سواس (لندن) با حضور پژمان اکبرزاده، سازنده مستند به نمایش درآمد.فیلم که با پشتیبانی بنیاد سودآور و بنیاد توس تهیه شده بعدها در موزه باستان‌شناسی پنسیلوانیا، موزه فریر موسسه اسمیتسونین (واشینگتن)، گالری ملی ویکتوریا (ملبورن)، همایش انجمن ایران‌شناسان اروپا (برلین) و ... به نمایش درآمد. 

## آثار
- کتاب
- «موسیقی‌دانان ایرانی» (سه جلد)، ۱۳۷۹، ۱۳۸۲، ۱۳۸۶.
- صد سال موسیقی ایران برای ویلنسل: ۱۹۲۱-۲۰۲۱.[۲۵]

- فیلم مستند:
- سخن از هایده، ۲۰۰۹
- طاق کسری: شگفتی معماری، ۲۰۱۸
- دربند: یادگار ایران، ۲۰۲۲[۲۶]